# Mago
För andra betydelser, se Mago (olika betydelser).
Mago, egentligen Max Goldstein, senare Max Mago, född  22 mars 1925 i Berlin, död 4 april 2008 i Stockholms domkyrkoförsamling, var en svensk kostymtecknare och scenograf.

## Biografi
Mago växte upp i Tyskland. Efter det att nazisterna tog makten där utsattes hans far, som var tysk jude, för svåra trakasserier innan han till slut lyckades fly till Sverige. Familjen kunde återförenas 1939 då även Max, hans bror Peter och modern i sista stund fick utresevisum. 
Mago kom till Sverige 1939. Han har ritat en mängd kläder för både svenska och utländska filmer och teateruppsättningar, bland annat åt Ingmar Bergman(som såg hans extrema formkänsla), Karl Gerhard och Marlene Dietrich. Mago gjorde kostymer för teater, revy och film och är känd både utomlands och i Sverige.
Han arbetade med Karl Gerhard i åtta revyer samt gjorde kostymer till Git Gay, Zarah Leander och flera andra av teater- och filmvärldens stora stjärnor. Första samarbetet med Ingmar Bergman var Gycklarnas afton 1953. Senare gjorde Mago både kläder och dekor till flera av Bergmans produktioner för film, TV och teater. Sammanlagt blev det 12 filmer och flera teaterpjäser för Dramaten.
1988 utkom hans memoarer, Klä av, klä på...
2010 visades en utställning med Magos kostymer och skisser på Judiska Museet i Stockholm. Under våren 2011 gjorde estradören Mattias Enn en föreställning om Magos liv på Dansmuseet i Stockholm.
Mago antog artistnamnet som efternamn och var därefter folkbokförd Max Mago. Han är begravd på Skogskyrkogården i Stockholm. Mago förblev ogift.
Mago är representerad vid bland annat Scenkonstmuseet i Stockholm.

## Teater
| År   | Produktion | Upphovsmän | Regi                           | Teater                                 | Noter                         |
| ---- | --- | --- | ------------------------------ | -------------------------------------- | ----------------------------- |
| 1949 | Vi skrattar igen, revy | | Leif Amble-Naess               | Scalateatern                           | kostym                        |
| 1950 | Farväl till fyrtiotalet, revy                                                                                               | Kar de Mumma | Sven Paddock                   | Södra Teatern                          | kostym                        |
| 1950 | Där de stora torskarna går, revy                                                                                            | Karl Gerhard | Karl Gerhard                   | Cirkus, Göteborg Chinateatern          | kostym                        |
| 1950 | Komik på liten gata, revy                                                                                                   | Nils Perne och Sven Paddock | Sven Paddock                   | Scalateatern                           | kostym                        |
| 1950 | Rose Marie | Otto Harbach, Oscar Hammerstein, Rudolf Friml och Herbert Stothart | Sven Aage Larsen               | Oscarsteatern                          | kostym                        |
| 1951 | Höga nöjet, revy | | Sven Paddock                   | Scalateatern                           | kostym                        |
| 1951 | Vi valsar igen, revy | Nils Perne och Sven Paddock | Sven Paddock                   | Scalateatern                           | kostym                        |
| 1951 | Karl Gerhards glädjehus | Karl Gerhard | Leif Amble-Naess               | Chinateatern Göteborg                  | kostym                        |
| 1951 | Tillsammans igen, revy | | Gösta Stevens                  | Södra Teatern                          | kostym                        |
| 1952 | Här håller vi hus, revy | Nils Perne, Sven Paddock, Lars Perne och Carl-Gustaf Lindstedt | Sven Paddock                   | Scalateatern                           | kostym                        |
| 1952 | Kyss mig, Ada, revy Kyss mig, Katie, revy                                                                                   | Karl Gerhard | Per Gerhard                    | Göteborg Stockholm                     | kostym                        |
| 1952 | Lycklig resa, revy | | Gösta Stevens                  | Södra Teatern                          | kostym                        |
| 1952 | Höfeber Hay Fever | Noël Coward | Per Gerhard                    | Intiman                                | kostym och dekor              |
| 1953 | Stockholm skrattar, revy | | Gösta Stevens                  | Södra Teatern                          | kostym                        |
| 1953 | Tillsammans igen, revy | | Gösta Stevens                  | Södra Teatern                          | kostym                        |
| 1953 | Älskling på vågen | Karl Gerhard | Per Gerhard                    | Göteborg Stockholm                     | kostym                        |
| 1953 | Sista valsen Der letzte Walzer                                                                                              | Oscar Straus | Einar Beyron                   | Oscarsteatern                          | kostym                        |
| 1953 | Robinson Crazy, revy | | Sven Paddock                   | Scalateatern                           | kostym                        |
| 1954 | Glada änkan Die lustige Witwe                                                                                               | Franz Lehár | Lars Egge                      | Oscarsteatern                          | kostym                        |
| 1954 | Karl Gerhards bönhus, revy Karl Gerhards Eriksgata, revy                                                                    | Karl Gerhard | Karl Gerhard                   | Göteborg Folkan                        | kostym                        |
| 1954 | Robinzon Crazy, revy | | Hans Brenaa                    | Apolloteatret, Köpenhamn               | kostym                        |
| 1954 | Czardasfurstinnan Die Csárdásfürstin                                                                                        | Emmerich Kalman | Egon Larsson                   | Oscarsteatern                          | kostym                        |
| 1954 | Oh, mein Papa | Erik Charell och Paul Burkhard | Hansjörg Boeger                | Södra Teatern                          | scenografi och kostym         |
| 1954 | Scalarevyn, revy | Nils Perne och Sven Paddock |                                | Scalateatern                           | kostym                        |
| 1956 | Musik skal der til, revy | | Hans Brenaa                    | Apolloteatret, Köpenhamn               | kostym                        |
| 1956 | Orfeus i underverden Orphée aux Enfers                                                                                      | Jacques Offenbach | Preben Neergaard               | Det Ny Scala, Köpenhamn                | kostym                        |
| 1956 | Scala i gala, revy | | Egon Larsson                   | Scalateatern                           | kostym och scenografi         |
| 1956 | Can Can | Cole Porter och Abe Burrows | Preben Neergaard               | Det Ny Scala, Köpenhamn                | kostym                        |
| 1956 | Var glad i din egen stad, revy                                                                                              | | Sven Paddock                   | Scalateatern                           | kostym och dekor              |
| 1957 | I nattmössan, revy | Karl Gerhard | Claes Thelander                | Göteborg Stockholm                     | kostym                        |
| 1957 | Gigi Colette | | Eva Sköld                      | Intiman                                | kostym                        |
| 1957 | Kvindernes oprør Λυσιστράτη                                                                                                 | Aristofanes | Preben Neergaard               | Det Ny Scala, Köpenhamn                | kostym                        |
| 1957 | Säg det med ett leende, revy                                                                                                | | Sven Paddock                   | Scalateatern                           | kostym och scenografi         |
| 1958 | Madame Sans-Gêne | Victorien Sardou | Bent Christensen               | Det Ny Scala, Köpenhamn                | kostym                        |
| 1958 | Karl Gerhards luftslott | Karl Gerhard | Gösta Stevens                  | Göteborg Stockholm                     | kostym                        |
| 1958 | Madame Pompadour | Rudolf Schanzer, Ernst Welisch och Leo Fall Översättning Gösta Rybrant | Ivo Cramér                     | Oscarsteatern                          | kostym                        |
| 1958 | Skratta gärna åt oss, revy                                                                                                  | | Egon Larsson                   | Scalateatern                           | kostym                        |
| 1958 | Det går mot vår, nyårsrevy                                                                                                  | | Sven Paddock                   | Scalateatern                           | kostym                        |
| 1959 | Här dansar Charlies tant | Frank Loesser och George Abbott | Albert Gaubier                 | Intiman                                | kostym                        |
| 1960 | Västkust Story, revy | Karl Gerhard | Holger Reenberg                | Göteborg och Stockholm                 | kostym                        |
| 1960 | Kar de Mummas slottstappning, revy                                                                                          | Kar de Mumma | Leif Amble-Naess               | Folkan                                 | kostym                        |
| 1960 | Kung för en natt | Hans Lang | Eva Sköld                      | Scalateatern                           | kostym                        |
| 1961 | Alltsedan Adam och Eva Lige siden Adam og Eva                                                                               | Poul Sørensen och Erik Fiehn | Egon Larsson                   | Scalateatern                           | scenografi och kostym         |
| 1961 | Irma la Douce | Alexandre Breffort och Marguerite Monnot | Beatrice Bonnesen Erik Bidsted | Det Ny Scala, Köpenhamn                | kostym                        |
| 1961 | Gungstolen | Hasse Ekman | Hasse Ekman                    | Intiman                                | kostym                        |
| 1962 | Tre valser Drei Walzer | Johann Strauss d.ä., Johann Strauss d.y. Paul Knepler och Armin Robinson | Ivo Cramér                     | Oscarsteatern                          | kostym                        |
| 1962 | Fritid, jämlikhet och djävulskap, revy                                                                                      | Kar de Mumma | Hasse Ekman Jackie Söderman    | Folkan                                 | kostym                        |
| 1963 | Boyfriend | Sandy Wilson | Ivo Cramér                     | Scalateatern                           | kostym                        |
| 1963 | Victor eller När barnen tar makten                                                                                          | Roger Vitrac | Mimi Pollak                    | Dramaten                               | scenografi och kostym         |
| 1963 | För vänskaps skull, revy | Kar de Mumma | Per Gerhard                    | Folkan                                 | kostym                        |
| 1964 | Doktorerna Doctors of Philosophy                                                                                            | Muriel Spark | Mimi Pollak                    | Dramaten                               | kostym                        |
| 1964 | Hedda Gabler | Henrik Ibsen | Ingmar Bergman                 | Dramaten                               | scenografi och kostym         |
| 1964 | Apoteket Sparven | Hasse Ekman | Hasse Ekman                    | Intiman                                | kostym                        |
| 1965 | Gigi | Colette | Lars-Levi Laestadius           | Stockholms Stadsteater                 | kostym                        |
| 1965 | Den italienska halmhatten Un chapeau de paille d'Italie                                                                     | Eugène Labiche | Jackie Söderman                | Dramaten                               | scenografi och kostym         |
| 1966 | Hej Hemskö, revy | Kar de Mumma | Herman Ahlsell                 | Folkan                                 | kostym                        |
| 1966 | Anatol | Arthur Schnitzler | Mimi Pollak                    | Dramaten                               | scenografi och kostym         |
| 1967 | Sex roller söker en författare Sei personaggi in cerca d'autore                                                             | Luigi Pirandello | Ingmar Bergman                 | Nationaltheatret, Oslo                 | kostym                        |
| 1967 | Älskar - älskar inte... Ardèle ou la marguerite                                                                             | Jean Anouilh | Mimi Pollak                    | Dramaten                               | scenografi och kostym         |
| 1967 | Anatol | Arthur Schnitzler | Vivica Bandler                 | Nationaltheatret, Oslo                 | kostym och scenografi         |
| 1968 | Skat, du ved jeg ikke kan høre hvad du siger, når vandet løber You know I can't hear what you say when the water is running | Robert Anderson | Ebbe Langberg                  | Det Ny Teater, Köpenhamn               | kostym och scenografi         |
| 1968 | Lulu Erdgeist | Frank Wedekind | Frank Sundström                | Stockholms Stadsteater                 | scenografi                    |
| 1969 | Loppen i øret La Puce à l'oreille                                                                                           | Georges Feydeau | Mimi Pollak                    | Det Ny Teater, Köpenhamn               | kostym och scenografi         |
| 1970 | Hedda Gabler | Henrik Ibsen | Ingmar Bergman                 | Royal National Theatre, London         | kostym och scenografi         |
| 1971 | Design for living | Noël Coward | Peter Wood                     | The Ahmanson theatre, Los Angeles      | kostym och scenografi         |
| 1971 | Romeo och Julia Romeo And Juliet                                                                                            | William Shakespeare | Ebbe Langberg                  | Aalborg Teater, Aalborg                | kostym och scenografi         |
| 1972 | Anatol | Arthur Schnitzler | Per Erik Wahlund               | Svenska Teatern, Helsingfors           | kostym                        |
| 1973 | Kiss me, Kate | Cole Porter | Helmut Käutner                 | Theater an der Wien, Wien              | kostym                        |
| 1973 | Tivolirevyen, revy | | Preben Kaas Christoffer Bro    | Tivoliteatret, Köpenhamn               | kostym                        |
| 1973 | Melusine | Aribert Reimann | Helmut Käutner                 | Bayerische Staatsoper, München         | kostym                        |
| 1973 | Jag älskar dig, markatta Private Lives                                                                                      | Noël Coward | Per Gerhard                    | Vasateatern                            | kostym och scenografi         |
| 1974 | I går, i dag, i morgen, revy                                                                                                | | Preben Neergaard               | Tivoliteatret, Köpenhamn               | kostym                        |
| 1974 | Sommarnattens leende A Little Night Music                                                                                   | Stephen Sondheim och Hugh Wheeler | Josef Halfen                   | Malmö stadsteater                      | kostym                        |
| 1974 | Hej på dig, du gamla primadonna                                                                                             | Karl Gerhard-kavalkad | Per Gerhard                    | Vasateatern                            | scenografi och kostym         |
| 1974 | Anatol | Arthur Schnitzler Översättning Per Erik Wahlund | Mimi Pollak                    | Helsingborgs stadsteater               | kostym och scenografi         |
| 1975 | Harold og Maude Harold and Maude                                                                                            | Colin Higgins | Mimi Pollak                    | Oslo Nye Teater, Oslo                  | kostym                        |
| 1976 | Oskulden från Mölle Der Keusche Lebemann                                                                                    | Franz Arnold och Ernst Bach | Hans Bergström                 | Fredriksdalsteatern                    | kostym                        |
| 1976 | Samma tid nästa år Same Time, Next Year                                                                                     | Bernard Slade | Per Gerhard                    | Intiman                                | kostym och scenografi         |
| 1977 | Den musikaliska stolpsängen I Do! I Do!                                                                                     | Tom Jones, Harvey Schmidt och Jan de Hartog | Lars Amble                     | Riksteatern                            | kostym och scenografi         |
| 1977 | Charleys tant Charley's Aunt                                                                                                | Brandon Thomas | Per Gerhard                    | Vasateatern                            | kostym                        |
| 1977 | Fantastiska pappa Le voyage de M. Perrichon                                                                                 | Eugène Labiche | Hans Bergström                 | Fredriksdalsteatern                    | kostym                        |
| 1977 | Kar de Mummas kavalkad, revy                                                                                                | Kar de Mumma | Karin Falck                    | Folkan                                 | kostymer åt Hjördis Petterson |
| 1978 | Min fru går igen Blithe Spirit                                                                                              | Noël Coward | Per Gerhard                    | Vasateatern                            | kostym                        |
| 1978 | Sommarnattens leende A Little Night Music                                                                                   | Stephen Sondheim och Hugh Wheeler | Stig Olin                      | Folkan                                 | kostym och scenografi         |
| 1979 | Hedda Gabler | Henrik Ibsen | Ingmar Bergman                 | Residenztheater, München               | kostym och scenografi         |
| 1979 | Lumiprinssi Le Prince des neiges                                                                                            | Roger Peyrefitte | Lasse Pöysti                   | Tampereen Työväen Teatteri, Tammerfors | kostym                        |
| 1979 | Annie | Charles Strouse, Thomas Meehan och Martin Charnin | Stig Olin                      | Folkan                                 | kostym                        |
| 1980 | Vågar vi älska? Chapter Two                                                                                                 | Neil Simon | Per Gerhard                    | Vasateatern                            | kostym                        |
| 1980 | Som du behagar | Beppe Wolgers | Staffan Götestam               | Folkan                                 | kostym och scenografi         |
| 1980 | Sex damer i leken, revy | Peter Flack, Birgitta Götestam och Sven Olov Stalfelt | Birgitta Götestam              | Intiman                                | kostym och scenografi         |
| 1981 | Hupsu kreivitär La folle de chaillot                                                                                        | Jean Giraudoux | Esko Elstelä                   | Finlands nationalteater, Helsingfors   | kostym och scenografi         |
| 1981 | Spanska flugan Die spanische Fliege                                                                                         | Franz Arnold och Ernst Bach | Per Gerhard                    | Vasateatern                            | kostym                        |
| 1982 | Sound of Music | Richard Rodgers och Oscar Hammerstein II | Stig Olin                      | Folkan                                 | kostym                        |
| 1983 | En midsommarnattsdröm A Midsummer Night's Dream                                                                             | William Shakespeare | Hans Bergström                 | Riksteatern                            | kostym                        |
| 1984 | Gamle Adam Der wahre Jacob                                                                                                  | Franz Arnold och Ernst Bach | Per Gerhard                    | Vasateatern                            | kostym                        |
| 1984 | Master Harold Master Harold...and the Boys                                                                                  | Athol Fugard | Hans Klinga                    | Dramaten                               | scenografi och kostym         |
| 1985 | Kattlek Macskajáték | István Örkény | Lasse Pöysti                   | Dramaten                               | kostym och scenografi         |
| 1985 | Min käre man | Pierrette Bruno | Per Gerhard                    | Vasateatern                            | kostym och scenografi         |
| 1986 | Markurells i Wadköping | Hjalmar Bergman | Bernt Callenbo                 | Dramaten                               | kostym                        |
| 1986 | Damorkestern L'Orchestre | Jean Anouilh | Ingvar Kjellson                | Dramaten                               | scenografi                    |
| 1986 | Tilltal Talking With | Jane Martin | Ingvar Kjellson                | Dramaten                               | scenografi                    |
| 1987 | Zarah | Olle Ljungberg, Ostrowski och Evabritt Strandberg | Olle Ljungberg                 | Intiman                                | kostym                        |
| 1988 | Zarah | Olle Ljungberg, Ostrowski och Evabritt Strandberg | Olle Ljungberg                 | Riksteatern                            | kostym                        |
| 1989 | En kväll i det nya Stockholm                                                                                                | Caj Lundgren | Ingvar Kjellson                | Dramaten                               | scenografi                    |
| 1989 | Hittebarnet | August Blanche | Ingvar Kjellson                | Dramaten                               | scenografi och kostym         |
| 1989 | Charleys tant Charley's Aunt                                                                                                | Brandon Thomas | Per Gerhard                    | Vasateatern                            | scenografi och kostym         |
| 1990 | Skaffa mig en tenor Lend Me a Tenor                                                                                         | Ken Ludwig | Piv Bernth                     | Folkan                                 | kostym                        |
| 1991 | I nöd och lust | Georges Feydeau | Ingvar Kjellson                | Dramaten                               | scenografi och kostym         |
| 1991 | Sköna Helena La belle Hélène                                                                                                | Jacques Offenbach, Henri Meilhac och Ludovic Halevy | Georg Malvius                  | Vasateatern                            | scenografi och kostym         |
| 1993 | Idlaflickorna | Kristina Lugn | Hans Klinga                    | Dramaten                               | kostym                        |
| 1994 | Mister Ernest The Importance Of Being Earnest                                                                               | Oscar Wilde | Tim Luscombe                   | Stockholms Stadsteater                 | kostym                        |
| 1994 | Leka med elden | August Strindberg | Lena Söderblom                 | Stockholms Stadsteater                 | kostym                        |
| 1994 | Alla tiders kvinnor | Kent Andersson, Aristofanes, Margaret Atwood, Iwa Boman, Bertolt Brecht, Euripides, Lars Forssell, John Gay, Ludovic Halevy, Carl von Linné, Federico Garcia Lorca, Henri Meinat, Milena Milani, Molière, Sven Hugo Persson, Tadeusz Ròzewicz, August Strindberg, Lena Söderblom, Anton Tjechov | Lena Söderblom                 | Stockholms Stadsteater                 | kostym                        |
| 1994 | Cabaret | Joe Masteroff, John Kander och Fred Ebb | Lars-Erik Liedholm             | Intiman                                | kostym                        |
| 1998 | Bildmakarna | Per Olov Enquist | Ingmar Bergman                 | Dramaten                               | kostym                        |